# Шокатан
Шокатан (англ. Shaokatan) — тауншип в округе Линкольн, Миннесота, США. На 2010 год его население составляло 178 человек.
Озеро на территории тауншипа было названо Шокатан индейцами сиу. Первая лютеранская церковь появилась в тауншипе в 1880 году.

## География
По данным Бюро переписи населения США площадь тауншипа составляет 99,2 км², из которых 94,9 км² занимает суша, а 4,2 км² — вода (4,28 %).

## Население
В 2000 году в тауншипе проживало 192 человека. По данным переписи 2010 года население Шокатана составляло 178 человек (из них 52,8 % мужчин и 47,2 % женщин), было 70 домашних хозяйств и 54 семьи. Расовый состав: белые — 92,7 %, азиаты — 4,5 %, две и более рас — 2,2 %. На территории тауншипа расположено 111 построек со средней плотностью 1,1 постройка на один квадратный километр.
Из 70 домашних хозяйств 71,4 % представляли собой совместно проживающие супружеские пары (25,7 % с детьми младше 18 лет), в 2,9 % домохозяйств мужчины проживали без жён, в 2,9 % домохозяйств женщины проживали без мужей, 26,9 % не имели семьи. В среднем домашнее хозяйство вели 2,54 человека, а средний размер семьи — 2,89 человека. В одиночестве проживали 18,6 % населения, 7,1 % составляли одинокие пожилые люди (старше 65 лет).
Население тауншипа по возрастному диапазону распределилось следующим образом: 21,3 % — жители младше 18 лет, 63,0 % — от 18 до 65 лет и 15,7 % — в возрасте 65 лет и старше. Средний возраст населения — 46,1 лет. На каждые 100 женщин приходилось 111,9 мужчин, при этом на 100 совершеннолетних женщин приходилось уже 112,1 мужчин сопоставимого возраста.
В 2014 году из 170 трудоспособных жителей старше 16 лет имели работу 126 человек. Медианный доход на семью оценивался в 76 250 $, на домашнее хозяйство — в 66 250 $. Доход на душу населения — 27 712 $.